# Miantochora discalis
Miantochora discalis là một loài bướm đêm trong họ Geometridae.